# Светослав Дяков
Светослав Дяков (болг. Светослав Дяков, нар. 31 травня 1984, Благоєвград) — болгарський футболіст, півзахисник клубу «Лудогорець».
Виступав, зокрема, за клуби «Пірін» (Благоєвград) та «Локомотив» (Софія), а також національну збірну Болгарії.

## Клубна кар'єра
У дорослому футболі дебютував 2002 року виступами за команду клубу «Пірін» (Благоєвград), в якій провів шість сезонів, взявши участь у 116 матчах чемпіонату. 
Своєю грою за цю команду привернув увагу представників тренерського штабу клубу «Локомотив» (Софія), до складу якого приєднався 2008 року. Відіграв за софійську команду наступні три сезони своєї ігрової кар'єри. Більшість часу, проведеного у складі софійського «Локомотива», був основним гравцем команди.
До складу клубу «Лудогорець» приєднався 2011 року. Відтоді встиг відіграти за команду з міста Разграда 113 матчів в національному чемпіонаті.

## Виступи за збірну
У 2012 році дебютував в офіційних матчах у складі національної збірної Болгарії. Наразі провів у формі головної команди країни 27 матчів.

## Досягнення
- Чемпіон Болгарії (10):

«Лудогорець»: 2011-12, 2012-13, 2013-14, 2014-15, 2015-16, 2016-17, 2017-18, 2018-19, 2019-20, 2020–21
- Володар Кубка Болгарії (2):

«Лудогорець»: 2011-12, 2013-14
- Володар Суперкубка Болгарії (4):

«Лудогорець»: 2012, 2014, 2018, 2019